# Амалія Августа Баварська
Ама́лія Авгу́ста (нім. Amalie Auguste Prinzessin von Bayern; 13 листопада 1801, Мюнхен—8 листопада 1877, Дрезден) — принцеса Баварська, в шлюбі королева-консорт Саксонії.

## Біографія
Дочка короля Баварії Максиміліана I і його другої дружини Кароліни Баденської. У Амалії була сестра-близнючка Єлизавета Людовіка, згодом королева Пруссії. Іншими її рідними сестрами були Людовіка і близнючки Софія і Марія Анна.
21 листопада 1822 в Дрездені Амалія вступила в шлюб з принцом Саксонії Йоганном (1801—1873). Через десять років її молодша сестра Марія Анна стала їй невісткою, одружившись із братом Йоганна, королем Фрідріхом Августом II. Йоганн став королем у 1854 році, і Амалія Августа отримала титул королеви.

## Родина
Чоловік — Йоганн, король Саксонії
Діти:
- Марія Августа (1827–1857),
- Альберт (1828–1902), король Саксонії в 1873–1902;
- Єлизавета (1830–1912), дружина Фердинанда Савойського, у другому шлюбі з Ніколо, маркізом Рапалло;
- Ернст (1831–1847),
- Георг (1832–1904), король Саксонії в 1902–1904;
- Сідонія (1834–1862),
- Ганна (1836–1859), дружина Фердинанда IV Тосканського;
- Маргарита (1840–1858), дружина Карла Людвіга;
- Софія (1845–1867), дружина Карла Теодора Баварського.